# Кітамі (провінція)
Провінція Кітамі (яп. 北見国 — кітамі но куні, "країна Кітамі") — історична провінція Японії на острові Хоккайдо, яка існувала з 1869 по 1882 роки. Відповідає сучасним областям Абасірі і Соя префектури Хоккайдо. 

## Повіти провінції Кітамі
- Абасірі 網走郡
- Есасі 枝幸郡
- Монбецу 紋別郡
- Ребун 礼文郡
- Рісірі 利尻郡
- Соя 宗谷郡
- Сярі 斜里郡
- Токоро 常呂郡